# Phyllophaga diminuta
Phyllophaga diminuta är en skalbaggsart som beskrevs av Evans 2003. Phyllophaga diminuta ingår i släktet Phyllophaga och familjen Melolonthidae. Inga underarter finns listade i Catalogue of Life.